# Пустой ребёнок
«Пустой ребёнок» (англ. The Empty Child) — эпизод британского научно-фантастического телесериалa «Доктор Кто», премьера которого была 21 мая 2005 года. Это первый эпизод из серии с двумя эпизодами. 28 мая был показан второй эпизод «Доктор танцует». История с двумя частями выиграла премию Хьюго за лучшую постановку, малая форма в 2006 году.
В этом эпизоде впервые появляется Джон Барроумэн в роли Капитана Джека Харкнесса.

## Краткое содержание

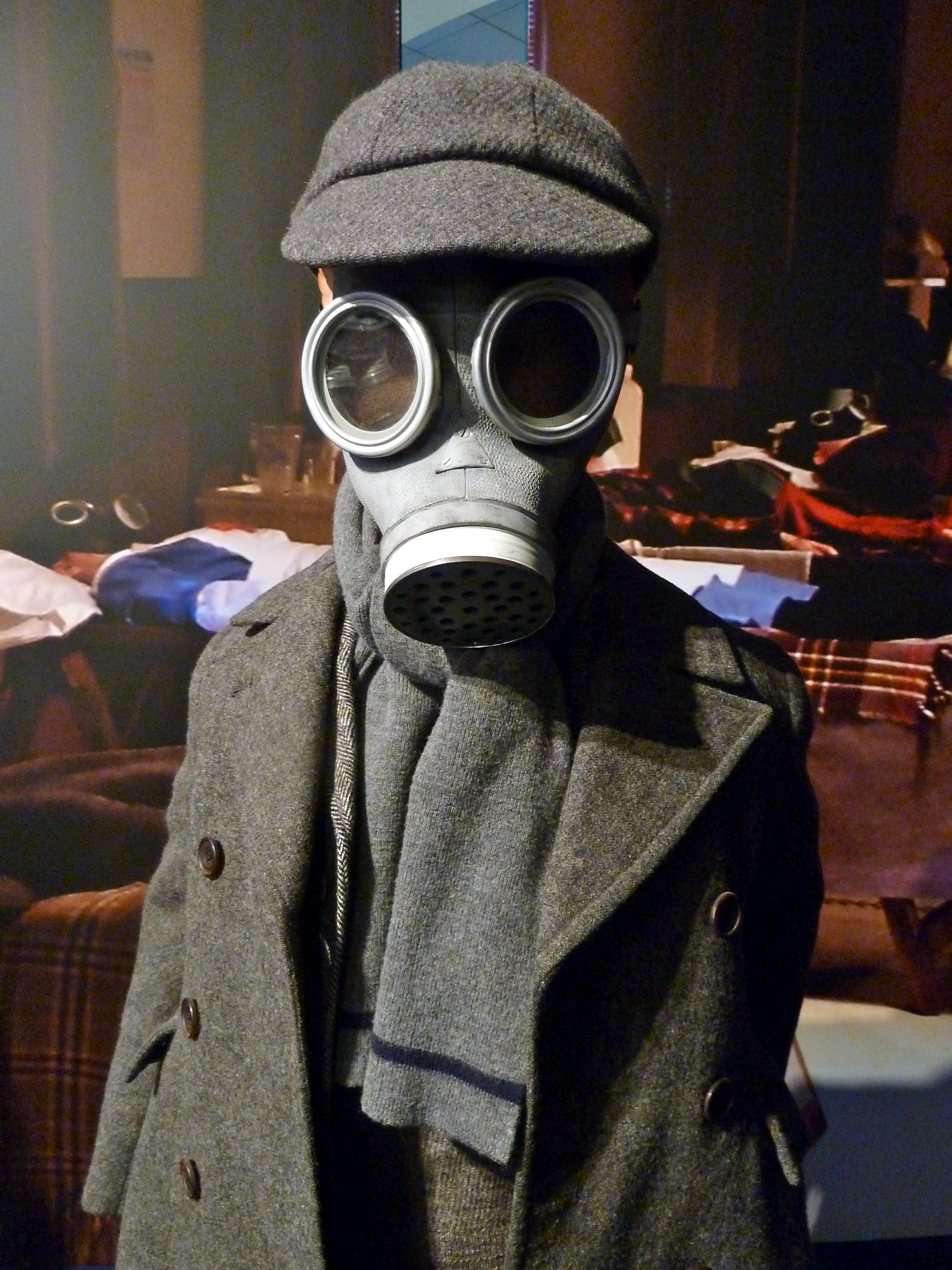
Пустой ребёнок из серии на выставке Doctor Who Experience в 2011 году.

Доктор и Роза Тайлер в ТАРДИС преследуют металлический цилиндр, отмеченный как «опасный», через Вихрь времени. Цилиндр вырывается из Вихря, и Доктор сажает ТАРДИС в Лондоне во время воздушных налётов «The Blitz» Второй мировой войны. Молодая девушка, Нэнси, предупреждает Доктора, что ему не следует отвечать, если в ТАРДИС зазвонит телефон. Всё же взяв трубку, он слышит голос маленького мальчика, который ищет свою маму. Доктор следует за Нэнси в зажиточный дом, где она делит с несколькими бездомными детьми ужин, оставленный на столе жильцами, которые на время налёта ушли в бомбоубежище. Мальчик в противогазе стучит в парадную дверь, Нэнси просит Доктора не впускать его и не прикасаться к нему, иначе он станет таким же, как мальчик, «пустым». Она рассказывает, что начала заботиться о бездомных детях, потеряв брата Джейми во время налёта. По её мнению, появление мальчика как-то связано с объектом, упавшим недавно около станции Лаймхаус, которая теперь находится под вооружённой охраной.
Доктор исследует больницу неподалёку от места падения и встречает там доктора Константина. Константин показывает Доктору пациентов в противогазах, по-видимому, составляющих единое целое с их лицами. Константин сообщает, что первым таким пациентом был брат Нэнси. Внезапно он трансформируется в такое же существо с противогазом вместо лица.
Тем временем Роза замечает того самого мальчика на крыше и пытается взобраться туда по верёвке, однако оказывается, что верёвка прикреплена к аэростату. Аэростат взлетает, Роза повисает на верёвке на большой высоте. Её спасает Джек Харкнесс, внештатный агент времени, пилот космического корабля, изображающий капитана ВВС Великобритании. Джек принимает Розу за агента времени, поскольку она прибыла из будущего. Применив целебные наногены, он излечивает ожоги от верёвки на её руках, после чего начинает переговоры относительно объекта, который он хочет продать. Это военный корабль Чула, который будет разрушен спустя два часа при воздушном налёте. Роза блефует и говорит, что для переговоров необходимо найти её партнёра, Доктора.
Роза и Джек находят Доктора и вместе спасаются от пациентов в противогазах. Джек снова пытается продать военный корабль Доктору, но Доктор не позволяет себя обмануть. Джек признаёт, что тот объект, цилиндр, на самом деле медицинский корабль, и отрицает, что имеет какое-либо отношение к вспышке странного заболевания. Все трое оказываются в ловушке, осаждённые пациентами, в то время как Нэнси, возвратившись в дом для сбора еды, также загнана в угол братом Джейми — тем самым мальчиком.

## Дополнительная информация
- В этом эпизоде впервые появляется Джек Харкнесс, сыгранный Джоном Бэрроуменом. Он также появляется в романах «New Series Adventures» и в собственном сериале «Торчвуд». Вновь он появился в финальных трёх эпизодах 3 сезона, составляющих единую историю («Утопия», «Барабанная дробь», «Последний Повелитель Времени»), в двух финальных эпизодах 4 сезона, которые также составляют одну историю («Украденная Земля», «Конец путешествия»), и в специальном выпуске «Конец времени».
- Доктор был удивлён, услышав телефон полицейской будки на ТАРДИС. В анимационном веб-эпизоде «Крик Шалки» неофициальный Девятый Доктор использует мобильный телефон, отсоединённый от телефонного отделения внешности ТАРДИС. В конце эпизода «Третья мировая война» Доктор использует неподвижный телефон в комнате управления ТАРДИС.
- По словам полицейского в эпизоде «Всё меняется» сериала «Торчвуд», Капитан Джек Харкнесс исчез 21 января 1941. Это даёт основание предполагать, что события серии «Пустой ребёнок» происходят в январе 1941.
- Более поздний эпизод сериала «Торчвуд», «Капитан Джек Харкнесс» установлен незадолго до этого эпизода.
- В данном эпизоде нет прямой ссылки на «злого волка», она появляется в следующем эпизоде «Доктор танцует». Кроме того, веб-сайт UNIT сменил пароль с «buffalo» на «badwolf».
- Больница «Альбион» в действительности является Кардиффской королевской больницей, которая также появляется в серии «Пришельцы в Лондоне».
- «Пустой ребёнок» / «Доктор танцует», «Полночь» и «Тишина в библиотеке» / «Лес мертвецов» являются редкими сериями «Доктор Кто», где история тесно связана с пришельцами, которые при этом не показаны.
- Серия сериала «Доктор Кто: Конфиденциально», посвящённая этому эпизоду, описывает Джека как бывшего агента времени из 6-го тысячелетия. В серии «Когти Венг-Чанга» злодей Магнус Грил — путешественник во времени из 6-го тысячелетия, который боится преследования агентов времени. Агенты времени появляются в романах «Поедатель ос» Тревора Бэксендейла и «Торговля фьючерса» Лэнса Паркина, и их происхождение после войн 6-го тысячелетия описано в «Эмоциальной химии» Саймона А. Форварда.
- Доктор использует псевдоним «Джон Смит» (или «доктор Джон Смит»), начиная с серии «Колесо в космосе» и затем несколько раз в течение сериала, в особенности во времена контактов Третьего Доктора с UNIT.